# Wydział Budowy Maszyn i Lotnictwa Politechniki Rzeszowskiej im. Ignacego Łukasiewicza
Wydział Budowy Maszyn i Lotnictwa Politechniki Rzeszowskiej im. Ignacego Łukasiewicza – jeden z siedmiu wydziałów Politechniki Rzeszowskiej im. Ignacego Łukasiewicza.

## Historia
Wydział (do 1988 roku jako Wydział Mechaniczny) został utworzony w 1951 roku na mocy zarządzenia Ministra Nauki, Szkolnictwa Wyższego i Techniki. 

## Kierunki kształcenia

### Studia stacjonarne
Dostępne kierunki:
- Mechanika i budowa maszyn (studia I i II stopnia)
- Zarządzanie i inżynieria produkcji (studia I i II stopnia)
- Lotnictwo i kosmonautyka (studia I i II stopnia)
- Inżynieria środków transportu (studia I i II stopnia)
- Mechatronika (studia I i II stopnia)

### Studia niestacjonarne
Dostępne kierunki:
- Mechanika i budowa maszyn (studia I i II stopnia)
- Zarządzanie i inżynieria produkcji (studia I i II stopnia)

## Poczet dziekanów
1. mgr inż. Bogdan Marzęcki (1951–1953)
2. mgr inż. Bogumił Musiał (1954–1955)
3. doc. mgr inż. Roman Niedzielski (1955–1963)
4. prof. dr inż. Jan Woźniacki (1964–1966)
5. prof. dr inż. Jan Madejski (1966–1969)
6. doc. dr inż. Kazimierz Oczoś (1969–1972)
7. doc. dr inż. Adam Batsch (1972–1981)
8. doc. dr hab. inż. Andrzej Bylica (1981–1982)
9. doc. dr inż. Jan Gruszecki (1982–1984)
10. doc. dr hab. inż. Bogumił Bieniasz (1984–1987)
11. prof. dr hab. inż. Stanisław Koncewicz (1987–1990)
12. dr hab. inż. Janusz Rybak, prof. PRz (1990–1993)
13. prof. dr hab. inż. Tadeusz Markowski (1993–1999)
14. prof. dr hab. inż. Feliks Stachowicz (1999–2002)
15. prof. dr hab. inż. Marek Orkisz (2002–2005)
16. prof. dr hab. inż. Feliks Stachowicz (2005–2008)
17. dr hab. inż. Krzysztof Kubiak, prof. PRz (2008–2012)
18. prof. dr hab. inż. Jarosław Sęp (2012–2019)
19. dr hab. inż. Aleksander Mazurkow, prof. PRz (2019–2020)
20. dr hab. inż. Adam Marciniec, prof. PRz (od 2020)

## Władze wydziału
W kadencji 2024–2028:
| Stanowisko                 | Imię i nazwisko                        |
| -------------------------- | -------------------------------------- |
| Dziekan                    | dr hab. inż. Adam Marciniec, prof. PRz |
| Prodziekan ds. rozwoju     | prof. dr hab. inż. Andrzej Burghardt   |
| Prodziekan ds. kształcenia | dr hab. inż. Andrzej Pacana, prof. PRz |
| Prodziekan ds. kształcenia | dr hab. inż. Paweł Rzucidło, prof. PRz |
| Prodziekan ds. kształcenia | dr inż. Tomasz Lis                     |

## Struktura organizacyjna

### Katedry
| Katedra                                                | Kierownik                                |
| ------------------------------------------------------ | ---------------------------------------- |
| Katedra Awioniki i Sterowania                          | prof. dr hab. inż. Tomasz Rogalski       |
| Katedra Konstrukcji Maszyn                             | prof. dr hab. inż. Grzegorz Budzik       |
| Katedra Nauki o Materiałach                            | dr hab. inż. Marcin Drajewicz, prof. PRz |
| Katedra Mechaniki Stosowanej i Robotyki                | prof. dr hab. inż. Andrzej Burghardt     |
| Katedra Odlewnictwa i Spawalnictwa                     | dr hab. inż. Marek Mróz, prof. PRz       |
| Katedra Przeróbki Plastycznej                          | prof. dr hab. inż. Romana Śliwa          |
| Katedra Inżynierii Lotniczej i Kosmicznej              | dr hab. inż. Andrzej Majka, prof. PRz    |
| Katedra Pojazdów Samochodowych i Inżynierii Transportu | dr hab. inż. Paweł Woś, prof. PRz        |
| Katedra Technik Wytwarzania i Automatyzacji            | prof. dr hab. inż. Andrzej Kawalec       |
| Katedra Technologii Maszyn i Inżynierii Produkcji      | prof. dr hab. inż. Jarosław Sęp          |

### Zakłady
| Zakład               | Kierownik                           |
| -------------------- | ----------------------------------- |
| Zakład Termodynamiki | dr hab. inż. Joanna Wilk, prof. PRz |
| Zakład Informatyki   | dr inż. Paweł Litwin                |

### Pozostałe jednostki
| Jednostka                                                         | Kierownik                                |
| ----------------------------------------------------------------- | ---------------------------------------- |
| Uczelniane Laboratorium Badań Materiałów dla Przemysłu Lotniczego | dr hab. inż. Marcin Drajewicz, prof. PRz |
| Wydziałowe Laboratorium Badań Kół Zębatych                        | dr hab. inż. Adam Marciniec, prof. PRz   |
| Ośrodek Kształcenia Lotniczego                                    | dr inż. Arkadiusz Rzucidło               |